# Friedrichstraße
La Friedrichstraße è una via di Berlino, nei quartieri di Kreuzberg e di Mitte.
È intitolata a Federico I, re di Prussia.
Attraversa in direzione sud-nord il centro di Berlino, da Mehringplatz (Hallesches Tor) ad Oranienburger Tor.

## Storia
Fu aperta agli inizi del XVIII secolo come asse principale della nuova città di Friedrichstadt, perpendicolare all'Unter den Linden e a Leipziger Straße.
Nel XIX secolo divenne uno degli assi commerciali più trafficati della città.
I bombardamenti della seconda guerra mondiale distrussero la maggior parte degli edifici. Nel 1961 la strada fu divisa dal muro di Berlino. Il passaggio fra le due parti della città avveniva al Checkpoint Charlie.
Mentre la parte sud, appartenente a Kreuzberg (Berlino Ovest) fu ricostruita rapidamente con grandi edifici popolari di cemento, la parte nord, appartenente a Mitte (Berlino Est), doveva diventare una strada rappresentativa "di livello mondiale". Tuttavia, i lavori procedettero a rilento.
Nel 1990, con la riunificazione tedesca, la strada tornò unita. Fu completata la ricostruzione della parte centrale, con grandi edifici commerciali (fra cui le note Galeries Lafayette), con l'obiettivo di fare concorrenza al Kurfürstendamm. Tuttavia, gli sviluppi successivi hanno dimostrato che la strada continua a giocare un ruolo secondario nel panorama commerciale cittadino.
Per tentare di invertire la tendenza, dal 21 agosto 2020 si sperimenterà la chiusura al traffico di parte della strada, trasformandola in un'isola pedonale, seguendo una tendenza già presente da decenni in molte città europee, ma ancora poco diffusa a Berlino.

## Edifici notevoli
Sul lato destro:
- ai nn. 1-4 il complesso residenziale intorno a Mehringplatz, costruito dal 1968 al 1975 su progetto di Werner Düttmann[2];
- ai nn. 32-33 un edificio residenziale e per uffici, costruito dal 1986 al 1987 su progetto di Raymund Abraham[3];
- al n. 43 la Haus am Checkpoint Charlie, costruita dal 1985 al 1986 su progetto di Peter Eisenman e Jaquelin Robertson[3];
- al n. 56 un edificio residenziale, costruito dal 1985 al 1987 su progetto di Gerd Pieper[4];
- al n. 58 l'edificio commerciale "Haus Mädler", costruito dal 1908 al 1909 su progetto di Robert Leibnitz[4];
- ai nn. 67-78 i tre isolati detti "Friedrichstadt-Passagen", costruiti dal 1993 al 1996 su progetto di Oswald Matthias Ungers, Henry Cobb e Jean Nouvel[5];
- ai nn. 79-82 il complesso edilizio "Hofgarten" (detto anche "Quartier 208"), costruito dal 1993 al 1996 su progetto di Jürgen Sawade, Hans Kollhoff, Max Dudler e Müller/Reimann secondo un progetto generale di Josef Paul Kleihues[6];
- al n. 84 l'edificio commerciale "Lindencorso", costruito dal 1994 al 1997 su progetto di Christoph Mäckler[7][8];
- al n. 95 il complesso direzionale "Internationales Handelszentrum", costruito dal 1976 al 1978 su progetto giapponese e ampliato dal 1999 al 2002 su progetto di Rhode, Kellermann e Wawrowsky[9];
- ai nn. 101-102 il Metropoltheater, costruito nel 1910 su progetto di Heinrich Schweitzer e ampliato nel 1922 su progetto di Wilhelm Cremer e Richard Wolffenstein[10];
- al n. 107 il teatro "Friedrichstadt-Palast", costruito dal 1981 al 1984 su progetto di Walter Schwarz, Manfred Prasser e Dieter Bankert[11].

Sul lato sinistro:
- all'angolo con il Reichstagufer il cosiddetto "Tränenpalast", costruito dal 1961 al 1962 su progetto di Horst Lüderitz[12];
- al n. 53 la "Polnische Apotheke", costruita dal 1898 al 1900 su progetto di Alfred Breslauer[10];
- ai nn. 167-168 l'ex grande magazzino "Automat", costruito dal 1904 al 1905 su progetto di Bruno Schmitz[6];
- ai nn. 180-190 il complesso edilizio "Kontorhaus Mitte", costruito dal 1994 al 1997 su progetto di Klaus Theo Brenner, Vittorio Magnago Lampugnani e Walter Stepp secondo un progetto generale di Josef Paul Kleihues[13];
- al n. 200 il "Philip-Johnson-Haus", costruito dal 1994 al 1997 su progetto di Philip Johnson;[14]
- ai nn. 225-226 un complesso residenziale, costruito dal 1973 al 1975 su progetto di Werner Düttmann[15].